# Connaissance des arts
 (août 2023).
Connaissance des arts est un magazine mensuel et annuel consacré aux arts et à leur actualité, édité depuis mars 1952 par la Société française de promotion artistique (SFPA). Son siège se trouve au 10, boulevard de Grenelle à Paris.
Depuis 2000, le magazine appartient au groupe de luxe LVMH.

## Historique
Le magazine Connaissance des arts est fondé par Humbert Frèrejean et Didier-W Rémon au sein du groupe Réalités avec lequel il partage l'immeuble du 13, rue Saint-Georges à Paris.
Le premier numéro est publié en mars 1952 sous le titre Connaisseur, le guide mensuel de l'amateur d'art par le groupe Hachette, mais en raison d'une trop grande proximité de nom avec le magazine américain Connoisseur[réf. nécessaire], le magazine doit paraître, dès le deuxième numéro, sous le titre Connaissance des arts. Il adopte, sous la direction de Francis Spar, une ligne éditoriale assez large couvrant essentiellement les arts depuis l'antiquité, l'art moderne et les arts décoratifs. La description des objets d'art, à toute époque, prend une place importante. Différents rédacteurs, à l'image de Phillippe Jullian, Évelyne Schlumberger ou Hélène Démoriane, consacrent des articles poussés à divers sujets, évoquant parfois la valeur marchande des objets et des œuvres. La rubrique « marché de l'art », dirigée par François-Duret Robert, permet en outre de suivre la cote des objets et l'actualité des ventes aux enchères.
Les dix premières années mettent en avant de nombreux collectionneurs français et européens tels que Charles de Beistegui, Charles et Marie-Laure de Noailles, Arturo Lopez-Willshaw ou encore Helena Rubinstein, qui exposent leur collection d'art à travers la revue. Elle devient aussi un moyen pour certains décorateurs comme Georges Geffroy, Victor Grandpierre, Emilio Terry, Madeleine Castaing ou Henri Samuel de diffuser leurs projets décoratifs et les nouveautés en matière de décoration.
Il est racheté en 1975 par la famille Jodidio et sous la direction de Philip Jodidio, s'oriente également vers l'architecture moderne, la muséologie et l'art contemporain. En 1976, il achète la marque Plaisir de France.
En 1989 paraît le premier numéro hors-série. Dans les années 1990, le magazine continue à s'intéresser à l'art contemporain en traitant des expositions, en France comme à l'étranger.
En avril 2000, Connaissance des arts est acquis par le groupe de luxe LVMH (au travers du groupe Les Échos) et, en 2002, Guy Boyer remplace Philip Jodidio. La ligne éditoriale menée par Guy Boyer continue de moderniser l'image de la revue, en diversifiant notamment le contenu des articles et en accentuant la politique numérique. Tiré à plus de 50 000 exemplaires chaque mois, Connaissance des arts est aujourd'hui l'une des principales publications en France consacrées à l’art, à la culture et au patrimoine.

## Connaissance des arts jeunesse
À partir de 2022, le magazine se décline sous le titre Connaissance des arts jeunesse qui s'adresse à un public de 9 à 13 ans. La parution s'interrompt à l'automne 2023 après la sortie du huitième numéro.